# Persicaria greuteriana
Persicaria greuteriana är en slideväxtart som beskrevs av Galasso. Persicaria greuteriana ingår i släktet pilörter, och familjen slideväxter. Inga underarter finns listade i Catalogue of Life.